# 西班牙的卡特琳娜·米蓋拉
卡特琳娜·米蓋拉（西班牙語：Catalina Micaela，1567年10月10日—1597年11月6日）是萨伏依公国的公爵夫人和西班牙公主。她的父母是西班牙国王腓力二世和法国公主伊丽莎白。
她被形容为一名漂亮、聪明但高傲的人。1585年3月，她和萨伏依公国的卡洛·埃曼努埃莱一世结婚。
卡特琳娜·米蓋拉因善用外交手段捍卫主权而受到萨伏依人民的爱戴。她婚后诞下共十孩子。1597年，她在流产几个月后去世，终年30岁。